# 大津村 (新潟県三島郡)
大津村（おおつむら）は、かつて新潟県三島郡にあった村。

## 沿革
- 1901年（明治34年）11月1日 - 三島郡大都村、天津村が合併して、大津村が発足。
- 1955年（昭和30年）3月31日 - 村域を二分割し、大字蓮花寺、中永、逆谷、上条、気比宮、藤川、宮沢は、三島郡脇野町と合併し、三島町となる。大字槇原、山沢は、三島郡与板町と合併し、与板町を新設して消滅。